# Класен, Равен
Равен Класен (африк. Raven Klaasen; родился 16 октября 1982 года в Кинг-Уильямс-Тауне, ЮАР) — южноафриканский теннисист; финалист двух турниров Большого шлема в мужском парном разряде (Открытый чемпионат Австралии-2014, Уимблдон-2018); победитель 19 турниров ATP в парном разряде.

## Общая информация
Равен родился в семье Джейкоба и Ивонн Класенов; есть брат — Кевин и сестра — Линн.
В теннисе с шести лет. Его любимое покрытие — хард, лучший удар — подача.
Женат на девушке по имени Селеста Джей; у пары есть сын — Картер.

## Спортивная карьера

### 2010—2016
Класен специализируется на играх в парном разряде. В одиночных соревнованиях высшее достижение — это выход в четвертьфинал на травяном турнире ATP в Ньюпорте в июле 2010 года. Наивысшая позиция в одиночном рейтинге — 208-е место по ходу сезона 2011 года. Также он по ходу карьеры девять раз выиграл одиночные соревнования на турнирах из серии «фьючерс». В период с 2001 по 2013 год Класен с разными партнёрами выиграл в парном разряде 19 «фьючерсов» и десять турниров из серии «челленджер». Дебют Равена в ATP-туре состоялся в феврале 2009 года, когда он выступил на домашнем турнире в Йоханнесбурге. В марте того же года он впервые сыграл за сборную ЮАР в отборочном раунде розыгрыша Кубка Дэвиса.
Весной 2012 года Класен впервые поднимается в первую сотню мирового парного рейтинга. В феврале 2013 года он сумел выйти в дебютный финал АТП на турнире в Монпелье (совместно с Юханом Брунстрёмом). С ним же Равен выиграл первый титул ATП на турнире в Ницце в мае 2013 года. В сентябре они повторили успех на турнире в Меце, победив в финале французскую пару Маю/Тсонга. Через неделю Брунстрём и Кламен смогли победить на турнире в Куала-Лумпуре.
В январе 2014 года Класен хорошо сыграл на турнире серии Большого шлема
Открытом чемпионате Австралии. Выступая в дуэте с американцем Эриком Бутораком он смог дойти до финала. По пути к нему Равен и Эрик обыграли три сеянных на турнире команды, в том числе и главных фаворитов Боба и Майка Брайанов на стадии третьего раунда. В решающем матче за титул они уступили паре Лукаш Кубот/Роберт Линдстедт со счётом 3-6, 3-6. Выступление в Австралии позволило южноафриканцу подняться на 30-ю строчку парного рейтинга. В феврале Буторак и Класен выиграли зальный турнир в Мемфисе, где в финале они вновь смогли выиграть братьев Брайанов. На Открытом чемпионате США Буторак и Класен смогли выйти в четвертьфинал. В октябре они взяли совместный титул на турнире в Стокгольме. По итогам 2014 года Класен вошёл в топ-20 парного рейтинга.
Сезон 2015 года Класен начал с новым партнёром по выступлениям в туре знаменитым парником из Индии Леандером Паесом. Уже на первом в году турнире в Ченнаи они вышли в финал. Через неделю они стали чемпионами турнира в Окленде. В феврале Класен и Паес сыграли в финале турнира в Делрей-Бич. Следующего финала Равен достиг в мае на грунтовом турнире в Женеве, сыграв в альянсе с Лу Яньсюнем. В июне в дуэте с американцем Радживом Рамом он выиграл первый титул на траве на турнире в Халле. В осенней части сезона Класену удалось выйти в финал Куала-Лумпуре (с Рамом) и выиграть титулы на турнире в Токио и Мастерсе в Шанхае совместно с бразильским теннисистом Марсело Мело.
В январе 2016 года Класен в паре с Радживом Рамом достиг четвертьфинала Открытого чемпионата Австралии. В начале апреля их дуэт смог выйти в финал мастерса в Майами. В решающем матче они уступили в трёх сетах французской команде Николя Маю и Пьер-Юг Эрбер. В мае Равен и Раджив вышли ещё в один финал грунтового турнира в Женеве. Класен неплохо провел часть сезона в июне на траве. На турнире в Хертогенбосе он вышел в финал в паре с Домиником Инглотом. Затем уже в паре с Рамом он выиграл титул на турнире в Халле. Этот титул стал для Равена десятым в карьере на турнирах АТП. На Уимблдонском турнире Класен и Рам смогли выйти в полуфинал, где в борьбе они проиграли французам Жюльену Беннето и Эдуару Роже-Васслену. После Уимблдона Класен попадает в первую десятку мужского парного рейтинга. В октябре Класен и Рам стали победителями турнира в Чэнду. На турнире в Токио они смогли выйти в финал. В концовке сезона Класен и Рам сыграли на Итоговом турнире и смогли выйти в финал. В решающем поединке они уступили Хенри Континену и Джону Пирсу со счётом 6-2, 1-6, [8-10]. Итоговой позицией в рейтинге 2016 года для Класена стало 12-е место.

### 2017—2023

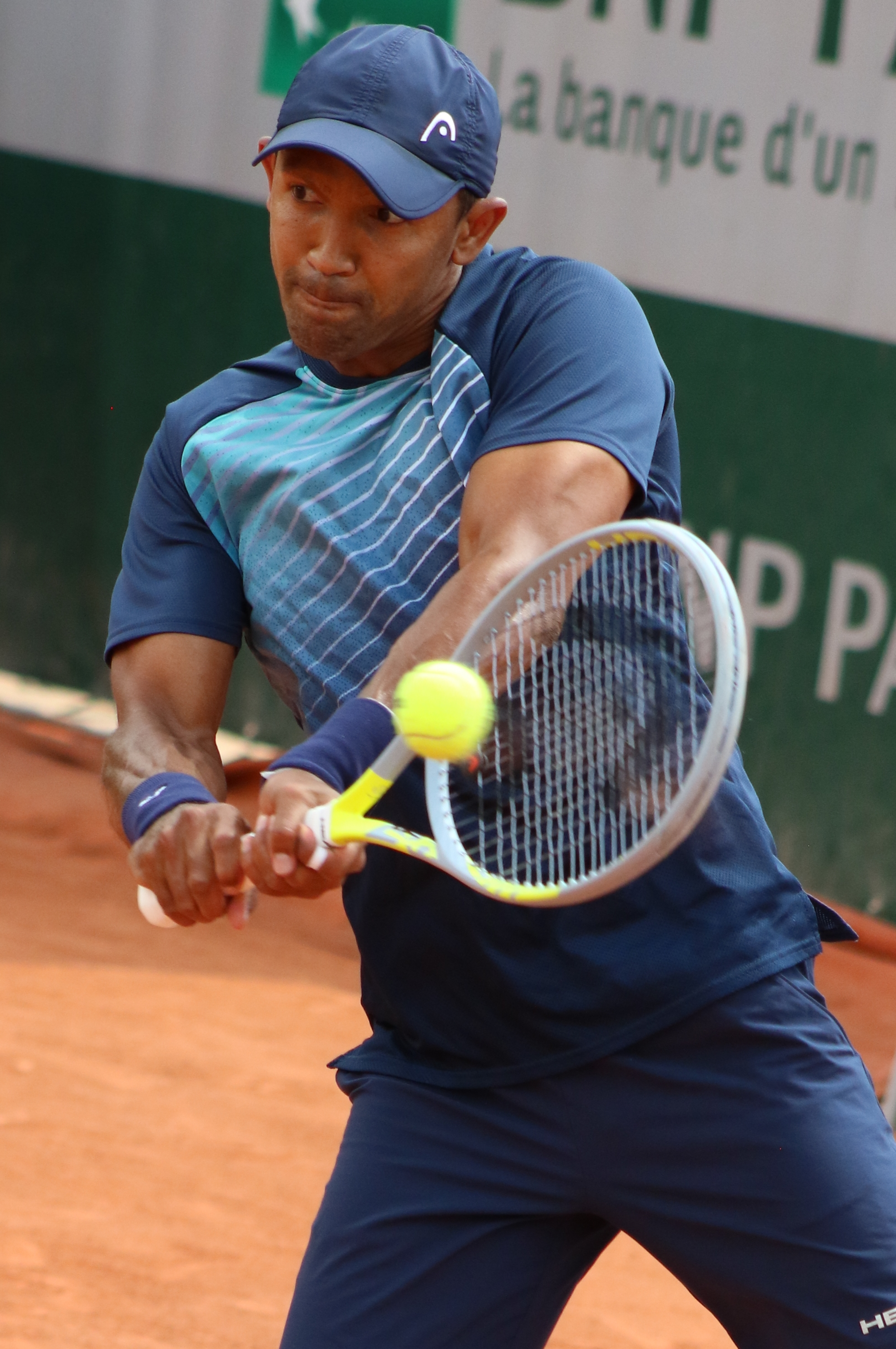
Класен на Ролан Гаррос 2021 года

В феврале 2017 года Класен и Рам выиграли зальный турнир в Делрей-Бич. В марте им удалось победить на престижном турнире серии Мастерс в Индиан-Уэллсе. В финале Класен и Рам переиграли Лукаша Кубота и Марсело Мело — 6-7(1), 6-4, [10-8]. В июне Класен и Рам вышли в финал турнира на траве в Хертогенбосе.
В 2018 году Класен стал выступать в паре с Майклом Винусом. В конце февраля они взяли первый совместный титул на турнире в Марселе. На Роланд Гаррос они дошли до третьего круга. Дальнейших успехов пришлось ждать до травяного сезона. Они достигли финала в Хертогенбосе, а главным результатом этого сезона стал выход в финал Уимблдона. В упорной борьбе они проиграли в нём Майку Брайану и Джеку Соку — 3:6, 7:6(7), 3:6, 7:5, 5:7. В августе 2018 года Винус и Класен дошли до финала Мастерса в Торонто, где на решающем тай-брейке уступили Континену и Пирсу. Открытый чемпионат США закончился поражением во втором круге. Однако, после этого в октябре им удалось дойти до финала турнира в Токио. Они также выступали вместе на Итоговом турнире в Лондоне, но не сумели пройти групповой этап.
В 2019 году Винус и Класен продолжили сотрудничество. На старте сезона они достигли финала в Окленде. Затем они смогли доиграть до четвертьфинала на Открытом чемпионате Австралии. Остальные достижения на харде сложились менее удачно: 1/4 финала Мастерса в Индиан-Уэллсе стало максимальным достижением. В мае во время грунтовой части сезона они дошли до финала Мастерса в Риме, где проиграли паре Хуан Себастьян Кабаль и Роберт Фара — 1:6, 3:6. Но на Ролан Гаррос их выступление закончилось уже в первом круге. Класен, несмотря на это поражение, смог в парном рейтинге подняться в топ-10. Более удачно сложился травяной отрезок сезона. Они выиграли турнир в Халле, где в финале обыграли Лукаша Кубота и Марсело Мело — 4:6, 6:3, [10-4].
На Уимблдонском турнире 2019 года Винус и Класен дошли до полуфинала, где снова проиграли колумбийской паре Кабаль и Фара — 4:6, 7:6(4), 6:7(2), 4:6. В августе после выигрыша Винусом и Класеном турнира в Вашингтоне, Равен смог подняться на максимальную в карьере позицию в парном рейтинге, заняв на неделю седьмую строчку. Класен и Винус занимали 5 место в рейтинговой гонке и попали на Итоговый турнир. Там они обыграли на групповом этапе Лукаша Кубота и Марсело Мело, Раджива Рама и Джо Солсбери, и проиграли ничего не значащий матч Ивану Додигу и Филипу Полашеку. По итогам они заняли первое место в группе. В полуфинале они выиграли у Хуана-Себастьяна Кабаля и Роберта Фара — 6:7(5), 7:6(10), [10-6], при этом втором сете счёт на тай-брейке был 0:4 в пользу колумбийцев. В финале Николя Маю и Пьер-Юг Эрбер оказались сильнее, обыграв их 3:6, 4:6. Финал Итогового турнира вывел Равена Класена на 8-е место в рейтинге парного разряда по итогам сезона.
С 2020 года Класен стал выступать с новым партнёром — опытным парником Оливером Марахом. Их тандем не смог показать сильных результатов и за весь неполный сезон один раз сыграл в финале — в феврале на турнире в Дубае. С конца октября Класен стал выступать в паре с Беном Маклахланом из Японии. Уже на первом совместном турнире в Кёльне они смогли выиграть трофей.
В 2021 году Класен и Маклахлан в основном играли в одной паре. На Уимблдонском турнире они вышли в четвертьфинал. В августе на турнире в Вашингтоне смогли выиграть главный приз. В феврале 2022 года их дуэт смог выйти в финал турнира в Марселе. Летом удалось выйти в финал турниров в Ньюпорте и в Кабо-Сан-Лукасе в паре с Марсело Мело, а осенью выиграл турнир в Сеуле с Натаниэлем Ламмонсом. Последний матч в карьере провёл в 2023 году на Открытом чемпионате Франции.

## Рейтинг на конец года
| Год  | Одиночный рейтинг | Парный рейтинг |
| 2023 |                   | 337            |
| 2022 |                   | 55             |
| 2021 |                   | 26             |
| 2020 |                   | 18             |
| 2019 |                   | 8              |
| 2018 |                   | 15             |
| 2017 |                   | 25             |
| 2016 |                   | 12             |
| 2015 |                   | 20             |
| 2014 |                   | 20             |
| 2013 |                   | 44             |
| 2012 |                   | 73             |
| 2011 | 243               | 112            |
| 2010 | 303               | 187            |
| 2009 | 383               | 363            |
| 2008 | 357               | 496            |
| 2007 | 719               | 865            |
| 2005 | 684               | 446            |
| 2004 | 513               | 323            |
| 2003 | 329               | 353            |
| 2002 | 382               | 507            |
| 2001 | 529               | 666            |
| 2000 | 1 078             | 1 009          |

По данным официального сайта ATP на последнюю неделю года.

## Выступления на турнирах

### Финалы челленджеров и фьючерсов в одиночном разряде (17)

#### Победы (9)
| Условные обозначения |
| Челленджеры (0+11)*  |
| Фьючерсы (9+19)      |

| Титулы по покрытиям | Титулы по месту проведения матчей турнира |
| ------------------- | ----------------------------------------- |
| Хард (9+30)*        | Зал (0+4)                                 |
| Грунт (0)           | Зал (0+4)                                 |
| Трава (0)           | Открытый воздух (9+26)                    |
| Ковёр (0)           | Открытый воздух (9+26)                    |

* количество побед в одиночном разряде + количество побед в парном разряде.
| №  | Дата             | Турнир               | Покрытие | Соперник в финале   | Счёт        |
| 1. | 29 сентября 2002 | Охай, США            | Хард     | Эмин Агаев          | 6-3 6-1     |
| 2. | 17 августа 2003  | Кеноша, США          | Хард     | Джими Шимански      | 6-3 6-3     |
| 3. | 2 ноября 2003    | Лагос, Нигерия       | Хард     | Мартин Сланар       | 3-6 6-3 6-4 |
| 4. | 30 ноября 2003   | Претория, ЮАР        | Хард     | Виллем-Петрус Мейер | 6-2 6-4     |
| 5. | 19 августа 2007  | Джакарта, Индонезия  | Хард     | Тецуа Чаен          | 7-5 6-0     |
| 6. | 3 августа 2008   | Декейтер, США        | Хард     | Тигран Мартиросян   | 7-5 6-4     |
| 7. | 26 октября 2008  | Претория, ЮАР        | Хард     | Мартин Эммрих       | 7-6(4) 6-3  |
| 8. | 23 ноября 2008   | Либревиль, Габон     | Хард     | Питер Лукассен      | 6-2 7-6(3)  |
| 9. | 5 июня 2011      | Наманган, Узбекистан | Хард     | Михаил Васильев     | 6-3 4-6 6-2 |

#### Поражения (8)
| №  | Дата             | Турнир           | Покрытие | Соперник в финале   | Счёт              |
| 1. | 10 июня 2001     | Дурбан, ЮАР      | Хард     | Рик де Вуст         | 6-7(4) 7-6(3) 3-6 |
| 2. | 12 августа 2001  | Годфри, США      | Хард     | Петер Лучак         | 3-6 7-6(4) 5-7    |
| 3. | 28 июля 2002     | Сент-Джозеф, США | Хард     | Райан Сачир         | 2-6 2-6           |
| 4. | 15 сентября 2002 | Клермонт, США    | Хард     | Дмитрий Турсунов    | 3-6 4-6           |
| 5. | 7 декабря 2003   | Претория, ЮАР    | Хард     | Виллем-Петрус Мейер | 4-6 4-6           |
| 6. | 26 апреля 2009   | Нью-Дели, Индия  | Хард     | Юки Бхамбри         | 6-7(5) 6-7(5)     |
| 7. | 31 октября 2010  | Лагос, Нигерия   | Хард     | Каран Растоги       | 2-6 7-6(4) 5-7    |
| 8. | 31 июля 2011     | Ухай, Китай      | Хард     | Го Соэда            | 5-7 4-6           |

### Финалы турниров Большого шлема в парном разряде (2)

#### Поражения (2)
| №  | Год  | Турнир                       | Покрытие | Партнёр      | Соперники в финале           | Счёт                   |
| 1. | 2014 | Открытый чемпионат Австралии | Хард     | Эрик Буторак | Лукаш Кубот Роберт Линдстедт | 3-6 3-6                |
| 2. | 2018 | Уимблдон                     | Трава    | Майкл Винус  | Майк Брайан Джек Сок         | 3-6 7-6(7) 3-6 7-5 5-7 |

### Финалы Итогового турнираATPв парном разряде (2)

#### Поражения (2)
| №  | Год  | Турнир                 | Покрытие   | Партнёр     | Соперники в финале       | Счёт           |
| 1. | 2016 | Лондон, Великобритания | Хард (зал) | Раджив Рам  | Хенри Континен Джон Пирс | 6-2 1-6 [8-10] |
| 2. | 2019 | Лондон, Великобритания | Хард (зал) | Майкл Винус | Николя Маю Пьер-Юг Эрбер | 3-6 4-6        |

### Финалы турнировATPв парном разряде (42)

#### Победы (19)
| Легенда                     |
| --------------------------- |
| Турниры Большого шлема (0)* |
| Итоговый турнир ATP (0)     |
| Мастерс (0+2)               |
| АТР 500 (0+6)               |
| АТР 250 (0+11)              |

| Титулы по покрытиям | Титулы по месту проведения матчей турнира |
| ------------------- | ----------------------------------------- |
| Хард (0+15)*        | Зал (0+6)                                 |
| Грунт (0+1)         | Зал (0+6)                                 |
| Трава (0+3)         | Открытый воздух (0+13)                    |
| Ковёр (0)           | Открытый воздух (0+13)                    |

* количество побед в одиночном разряде + количество побед в парном разряде.
| №   | Дата             | Турнир                 | Покрытие   | Партнёр           | Соперники в финале                            | Счёт              |
| 1.  | 25 мая 2013      | Ницца, Франция         | Грунт      | Юхан Брунстрём    | Хуан Себастьян Кабаль Роберт Фара             | 6-3 6-2           |
| 2.  | 22 сентября 2013 | Мец, Франция           | Хард (зал) | Юхан Брунстрём    | Николя Маю Жо-Вильфрид Тсонга                 | 6-4 7-6(5)        |
| 3.  | 29 сентября 2013 | Куала-Лумпур, Малайзия | Хард (зал) | Эрик Буторак      | Пабло Куэвас Орасио Себальос                  | 6-2 6-4           |
| 4.  | 16 февраля 2014  | Мемфис, США            | Хард (зал) | Эрик Буторак      | Боб Брайан Майк Брайан                        | 6-4 6-4           |
| 5.  | 19 октября 2014  | Стокгольм, Швеция      | Хард (зал) | Эрик Буторак      | Джек Сок Трет Конрад Хьюи                     | 6-4 6-3           |
| 6.  | 17 января 2015   | Окленд, Новая Зеландия | Хард       | Леандер Паес      | Доминик Инглот Флорин Мерджа                  | 7-6(1) 6-4        |
| 7.  | 21 июня 2015     | Халле, Германия        | Трава      | Раджив Рам        | Рохан Бопанна Флорин Мерджа                   | 7-6(5) 6-2        |
| 8.  | 11 октября 2015  | Токио, Япония          | Хард       | Марсело Мело      | Хуан Себастьян Кабаль Роберт Фара             | 7-6(5) 3-6 [10-7] |
| 9.  | 18 октября 2015  | Шанхай, Китай          | Хард       | Марсело Мело      | Симоне Болелли Фабио Фоньини                  | 6-3 6-3           |
| 10. | 19 июня 2016     | Халле, Германия (2)    | Трава      | Раджив Рам        | Лукаш Кубот Александр Пейя                    | 7-6(5) 6-2        |
| 11. | 2 октября 2016   | Чэнду, Китай           | Хард       | Раджив Рам        | Пабло Карреньо Буста Мариуш Фирстенберг       | 7-6(2) 7-5        |
| 12. | 26 февраля 2017  | Делрей-Бич, США        | Хард       | Раджив Рам        | Максим Мирный Трет Конрад Хьюи                | 7-5 7-5           |
| 13. | 18 марта 2017    | Индиан-Уэлс, США       | Хард       | Раджив Рам        | Лукаш Кубот Марсело Мело                      | 6-7(1) 6-4 [10-8] |
| 14. | 25 февраля 2018  | Марсель, Франция       | Хард (зал) | Майкл Винус       | Маркус Даниэлл Доминик Инглот                 | 6-7(2) 6-3 [10-4] |
| 15. | 23 июня 2019     | Халле, Германия (3)    | Трава      | Майкл Винус       | Лукаш Кубот Марсело Мело                      | 4-6 6-3 [10-4]    |
| 16. | 4 августа 2019   | Вашингтон, США         | Хард       | Майкл Винус       | Жан-Жюльен Ройер Хория Текэу                  | 3-6 6-3 [10-2]    |
| 17. | 25 октября 2020  | Кёльн, Германия        | Хард (зал) | Бен Маклахлан     | Кевин Кравиц Андреас Мис                      | 6-2 6-4           |
| 18. | 8 августа 2021   | Вашингтон, США (2)     | Хард       | Бен Маклахлан     | Майкл Винус Нил Скупски                       | 7-6(4) 6-4        |
| 19. | 2 октября 2022   | Сеул, Южная Корея      | Хард       | Натаниэль Ламмонс | Николас Баррьентос Мигель Анхель Рейес Варела | 6-1 7-5           |

#### Поражения (23)
| №   | Дата            | Турнир                       | Покрытие   | Партнёр        | Соперники в финале                   | Счёт                   |
| 1.  | 10 февраля 2013 | Монпелье, Франция            | Хард (зал) | Юхан Брунстрём | Марк Жикель Микаэль Льодра           | 3-6 6-3 [9-11]         |
| 2.  | 25 января 2014  | Открытый чемпионат Австралии | Хард       | Эрик Буторак   | Лукаш Кубот Роберт Линдстедт         | 3-6 3-6                |
| 3.  | 11 января 2015  | Ченнаи, Индия                | Хард       | Леандер Паес   | Лу Яньсюнь Джонатан Маррей           | 3-6 6-7(4)             |
| 4.  | 22 февраля 2015 | Делрей-Бич, США              | Хард       | Леандер Паес   | Боб Брайан Майк Брайан               | 3-6 6-3 [6-10]         |
| 5.  | 21 мая 2015     | Женева, Швейцария            | Грунт      | Лу Яньсюнь     | Хуан Себастьян Кабаль Роберт Фара    | 5-7 6-4 [7-10]         |
| 6.  | 4 октября 2015  | Куала-Лумпур, Малайзия       | Хард (зал) | Раджив Рам     | Хенри Континен Трет Конрад Хьюи      | 6-7(4) 2-6             |
| 7.  | 2 апреля 2016   | Майами, США                  | Хард       | Раджив Рам     | Николя Маю Пьер-Юг Эрбер             | 7-5 1-6 [7-10]         |
| 8.  | 21 мая 2016     | Женева, Швейцария (2)        | Грунт      | Раджив Рам     | Стив Джонсон Сэм Куэрри              | 4-6 1-6                |
| 9.  | 11 июня 2016    | Хертогенбос, Нидерланды      | Трава      | Доминик Инглот | Майкл Винус Мате Павич               | 6-3 3-6 [9-11]         |
| 10. | 9 октября 2016  | Токио, Япония                | Хард       | Раджив Рам     | Марсель Гранольерс Марцин Матковский | 2-6 6-7(4)             |
| 11. | 20 ноября 2016  | Финал Мирового тура ATP      | Хард (зал) | Раджив Рам     | Хенри Континен Джон Пирс             | 6-2 1-6 [8-10]         |
| 12. | 17 июня 2017    | Хертогенбос, Нидерланды (2)  | Трава      | Раджив Рам     | Лукаш Кубот Марсело Мело             | 3-6 4-6                |
| 13. | 16 июня 2018    | Хертогенбос, Нидерланды (3)  | Трава      | Майкл Винус    | Доминик Инглот Франко Шкугор         | 6-7(3) 5-7             |
| 14. | 14 июля 2018    | Уимблдон                     | Трава      | Майкл Винус    | Майк Брайан Джек Сок                 | 3-6 7-6(7) 3-6 7-5 5-7 |
| 15. | 12 августа 2018 | Торонто, Канада              | Хард       | Майкл Винус    | Хенри Континен Джон Пирс             | 2-6 7-6(7) [6-10]      |
| 16. | 7 октября 2018  | Токио, Япония (2)            | Хард (зал) | Майкл Винус    | Бен Маклахлан Ян-Леннард Штруфф      | 4-6 5-7                |
| 17. | 12 января 2019  | Окленд, Новая Зеландия       | Хард       | Майкл Винус    | Бен Маклахлан Ян-Леннард Штруфф      | 3-6 4-6                |
| 18. | 19 мая 2019     | Рим, Италия                  | Грунт      | Майкл Винус    | Хуан Себастьян Кабаль Роберт Фара    | 1-6 3-6                |
| 19. | 17 ноября 2019  | Финал Мирового тура ATP (2)  | Хард (зал) | Майкл Винус    | Николя Маю Пьер-Юг Эрбер             | 3-6 4-6                |
| 20. | 29 февраля 2020 | Дубай, ОАЭ                   | Хард       | Оливер Марах   | Майкл Винус Джон Пирс                | 3-6 2-6                |
| 21. | 20 февраля 2022 | Марсель, Франция             | Хард       | Бен Маклахлан  | Денис Молчанов Андрей Рублёв         | 6-4 5-7 [7-10]         |
| 22. | 17 июля 2022    | Ньюпорт, США                 | Трава      | Марсело Мело   | Уильям Блумберг Стив Джонсон         | 4-6 5-7                |
| 23. | 6 августа 2022  | Кабо-Сан-Лукас, Мексика      | Хард       | Марсело Мело   | Уильям Блумберг Миомир Кецманович    | 0-6 1-6                |

### Финалы челленджеров и фьючерсов в парном разряде (48)

#### Победы (30)
| №   | Дата             | Турнир               | Покрытие   | Партнёр             | Соперники в финале                    | Счёт                 |
| 1.  | 11 ноября 2001   | Паттайя, Таиланд     | Хард       | Питер Хандойо       | Лу Яньсюнь Франк Мозер                | 6-3 6-2              |
| 2.  | 18 августа 2002  | Кеноша, США          | Хард       | Майкл Коста         | Эрик Дмитрюк Марк Ковач               | Без игры             |
| 3.  | 24 ноября 2002   | Малибу, США          | Хард       | Майкл Коста         | Джастин Лейн Брэндон Хок              | 6-3 6-4              |
| 4.  | 15 декабря 2002  | Монтего-Бей, Ямайка  | Хард       | Майкл Коста         | Мирко Пехар Джон-Пол Фруттеро         | 6-4 6-4              |
| 5.  | 2 марта 2003     | Харлинген, США       | Хард       | Хантли Монтгомери   | Трэвис Реттенмайер Бруно Эчагарай     | Без игры             |
| 6.  | 2 ноября 2003    | Лагос, Нигерия       | Хард       | Джениус Чидзикве    | Элиран Дуйев Маор Зиркин              | Без игры             |
| 7.  | 30 ноября 2003   | Претория, ЮАР        | Хард       | Виллем-Петрус Мейер | Оливер Фрилав Джениус Чидзикве        | 6-3 6-2              |
| 8.  | 7 декабря 2003   | Претория, ЮАР        | Хард       | Виллем-Петрус Мейер | Крис Льюис Джеймс Окленд              | 6-2 6-4              |
| 9.  | 7 марта 2004     | Мак-Аллен, США       | Хард       | Николас Тодеро      | Майкл Коста Харш Манкад               | 7-6(5) 6-2           |
| 10. | 23 мая 2004      | Фергана, Узбекистан  | Хард       | Жан-Жюльен Ройер    | Айсам-уль-Хак Куреши Харш Манкад      | 6-3 6-1              |
| 11. | 24 октября 2004  | Лагос, Нигерия       | Хард       | Сунил-Кумар Сипаэя  | Генри Аджей-Дарко Джонатан Игбиновиа  | 6-4 7-6(4)           |
| 12. | 3 апреля 2005    | Бенин-Сити, Нигерия  | Хард       | Комлави Логло       | Радим Житко Йозеф Нестицки            | 7-6(1) 7-6(6)        |
| 13. | 10 апреля 2005   | Бенин-Сити, Нигерия  | Хард       | Комлави Логло       | Радим Житко Йозеф Нестицки            | 4-6 7-6(5) 6-4       |
| 14. | 8 мая 2005       | Наманган, Узбекистан | Хард       | Константин Кравчук  | Сергей Демёхин Андрей Столяров        | 6-2 6-7(5) 7-6(4)    |
| 15. | 30 сентября 2007 | Денпасар, Индонезия  | Хард       | Минх Ли             | Элберт Си Райан Танужойо              | 6-2 6-4              |
| 16. | 28 октября 2007  | Кейптаун, ЮАР        | Хард       | Эдвард Ситор        | Даниил Арсенов Алексей Филенков       | 4-6 6-4 [10-8]       |
| 17. | 26 октября 2008  | Претория, ЮАР        | Хард       | Даниил Арсенов      | Александр Сачко Марк-Андре Стратлинг  | 6-3 3-6 [10-8]       |
| 18. | 23 ноября 2008   | Либревиль, Габон     | Хард       | Мартин Эммрих       | Жюльен Дюбаль Александр Фоли          | 6-3 6-2              |
| 19. | 30 мая 2010      | Дурбан, ЮАР          | Хард       | Ричард Рукельшаузен | Николаус Мозер Макс Радитшниг         | 6-4 5-7 [10-8]       |
| 20. | 25 июля 2010     | Лексингтон, США      | Хард       | Айзак ван дер Мерве | Адам Хаббл Кейден Хенсел              | 5-7 6-4 [10-6]       |
| 21. | 21 ноября 2010   | Шампейн, США         | Хард (зал) | Айзак ван дер Мерве | Райлер Дехарт Пьер-Людовик Дюкло      | 4-6 7-6(12) [10-4]   |
| 22. | 22 мая 2011      | Фергана, Узбекистан  | Хард       | Джон-Пол Фруттеро   | Им Кю Тэ Данай Удомчоке               | 6-0 6-3              |
| 23. | 5 июня 2011      | Наманган, Узбекистан | Хард       | Майкл Винус         | Андрей Василевский Александр Румянцев | 6-1 6-1              |
| 24. | 18 марта 2012    | Пинго, Китай         | Хард       | Джон-Пол Фруттеро   | Сэмюэль Грот Колин Эбелтайт           | 6-2 6-4              |
| 25. | 29 апреля 2012   | Гаосюн, Китай        | Хард       | Джон-Пол Фруттеро   | Даниэль Кинг-Тёрнер Фредерик Нильсен  | 6-7(6) 7-5 [10-8]    |
| 26. | 20 мая 2012      | Фергана, Узбекистан  | Хард       | Айзак ван дер Мерве | Санчай Ративатана Сончат Ративатана   | 6-3 6-4              |
| 27. | 4 ноября 2012    | Женева, Швейцария    | Хард (зал) | Юхан Брунстрём      | Филипп Маркс Флорин Мерджа            | 7-6(2) 6-7(5) [10-5] |
| 28. | 27 января 2013   | Хайльбронн, Германия | Хард (зал) | Юхан Брунстрём      | Джордан Керр Андреас Сильестрём       | 6-3 0-6 [12-10]      |
| 29. | 17 февраля 2013  | Кемпер, Франция      | Хард (зал) | Юхан Брунстрём      | Джейми Дельгадо Кен Скупски           | 3-6 6-2 [10-3]       |
| 30. | 21 февраля 2021  | Почефструм, ЮАР      | Хард       | Руан Рулофс         | Жюльен Каньина Зденек Колар           | 6-4 6-4              |

#### Поражения (18)
| №   | Дата             | Турнир                    | Покрытие   | Партнёр             | Соперники в финале               | Счёт              |
| 1.  | 10 июня 2001     | Дурбан, ЮАР               | Хард       | Йохан дю Рандт      | Роберт Ковальчук Бен Майлс       | 6-1 3-6 3-6       |
| 2.  | 10 августа 2003  | Годфри, США               | Хард       | Райан Сачир         | Хамид Мирзадех Трой Хан          | 6-4 6-7(13) 2-6   |
| 3.  | 23 ноября 2003   | Претория, ЮАР             | Хард       | Виллем-Петрус Мейер | Оливер Фрилав Джениус Чидзикве   | 4-6 3-6           |
| 4.  | 2 мая 2004       | Эслинген, Германия        | Хард       | Якуб Херм-Заглава   | Марчелло Крака Себастьян Фитц    | 5-7 4-6           |
| 5.  | 31 октября 2004  | Лагос, Нигерия            | Хард       | Мустафа Гхус        | Фабиан Рётчи Бенджамин Руфер     | 7-6(5) 3-6 3-6    |
| 6.  | 13 февраля 2005  | Шеффилд, Великобритания   | Хард (зал) | Джеймс Окленд       | Эрик Буторак Харш Манкад         | 7-6(6) 6-7(5) 0-6 |
| 7.  | 10 августа 2008  | Милуоки, США              | Хард       | Райан Янг           | Эдвард-Тэд Келли Джефф Таранго   | 3-6 6-3 [9-11]    |
| 8.  | 26 апреля 2009   | Нью-Дели, Индия           | Хард       | Юити Ито            | Срирам Баладжи Ашутош Сингх      | 6-7(1) 6-7(7)     |
| 9.  | 15 ноября 2009   | Ноксвилл, США             | Хард (зал) | Айзак ван дер Мерве | Андреас Сильестрём Мартин Эммрих | 5-7 4-6           |
| 10. | 14 марта 2010    | Лилль, Франция            | Хард (зал) | Айзак ван дер Мерве | Рубен Бемельманс Нильс Десейн    | 6-7(4) 3-6        |
| 11. | 18 апреля 2010   | Йоханнесбург, ЮАР         | Хард       | Айзак ван дер Мерве | Ловро Зовко Николя Маю           | 2-6 2-6           |
| 12. | 31 октября 2010  | Лагос, Нигерия            | Хард       | Руан Рулофс         | Амир Вайнтрауб Бой Вестерхоф     | 7-5 4-6 [6-10]    |
| 13. | 17 июля 2011     | Аптос, США                | Хард       | Джон-Пол Фруттеро   | Карстен Болл Крис Гуччоне        | 6-7(5) 4-6        |
| 14. | 25 сентября 2011 | Ташкент, Узбекистан       | Хард       | Джон-Пол Фруттеро   | Денис Молчанов Харри Хелиёваара  | 6-7(5) 6-7(3)     |
| 15. | 6 ноября 2011    | Шарлотсвилл, США          | Хард (зал) | Джон-Пол Фруттеро   | Доминик Инглот Трет Конрад Хьюи  | 6-4 3-6 [7-10]    |
| 16. | 12 февраля 2012  | Калаундра, Австралия      | Хард       | Джон-Пол Фруттеро   | Джон Пирс Джон-Патрик Смит       | 6-7(5) 4-6        |
| 17. | 6 октября 2013   | Монс, Бельгия             | Хард (зал) | Эрик Буторак        | Игорь Сейслинг Йессе Хута Галунг | 6-4 6-7(2) [7-10] |
| 18. | 7 июня 2015      | Манчестер, Великобритания | Трава      | Раджив Рам          | Крис Гуччоне Андре Са            | Без игры          |